# 300

300(삼백)은 299보다 크고 301보다 작은 자연수다.

## 수학
- 합성수로, 그 약수는 총 18개다. (1, 2, 3, 4, 5, 6, 10, 12, 15, 20, 25, 30, 50, 60, 75, 100, 150, 300)
  - 300의 진약수의 합은 568이므로, 300은 과잉수다.
- 24번째 삼각수다. 앞의 삼각수는 276, 다음은 325다.
- 자릿수 제곱합이 제곱수인 35번째 자연수다. 이 성질을 지닌 앞의 수는 296, 다음 수는 304다. (OEIS의 수열 A175396)
  - {\displaystyle 3^{2}+0^{2}+0^{2}=9+0+0=9=3^{2}}
- {\displaystyle 300=149+151}
  - 연속하는 두 소수(素數)의 합으로 나타낼 수 있으며, 이 성질을 지닌 앞의 수는 288, 다음 수는 308이다.
- {\displaystyle 300=13+17+19+23+29+31+37+41+43+47}
  - 연속하는 소수(素數) 10개의 합으로 나타낼 수 있으며, 이 성질을 지닌 앞의 수는 264, 다음 수는 340이다.
- {\displaystyle 7^{4}-1}은 300으로 나누어떨어진다.

## 과학·기술
- NGC 300: 조각가자리 방향에 있는 나선은하.
- HTTP 300 (Multiple Choices→복수 응답): 서버에서 여러 응답이 있음을 나타내는 HTTP 상태 코드.
- 코스모스 300호(영어판): 소련의 인공위성.

## 교통

### 항공
- 에어버스 A300: 에어버스 최초의 항공기.

### 철도
- 300계: 일본에서 숫자 300을 사용하는 철도 차량들을 일컫는 용어.
- KTX의 고속선에서의 평균 영업 속도는 300 km/h(≒ 186 mile/h)다.

### 도로
- 고속도로 및 국도
  - 대전남부순환고속도로의 노선 번호.
  - 일본 300번 국도: 야마나시현 후지요시다시에서 미나미코마군 미노부정까지 이어지는 일본의 국도. 모든 구간이 야마나시현으로만 구성되어 있다.
- 기타 도로
  - 현도 제300호선

## 군사
- U-300(영어판): 제2차 세계 대전에 사용된 나치 독일의 군용 잠수함.

## 문화유산
- 대한민국의 국보 제300호: 장곡사미륵불괘불탱
- 대한민국의 보물 제300호: 구례 화엄사 원통전 앞 사자탑

## 방송
- 지니 TV의 영국 공영 방송인 BBC 뉴스 채널 번호.
- U+ TV의 애니원 채널 번호.
- LG헬로비전의 복지TV 채널 번호.
- B tv 케이블의 UMAX 채널 번호.

## 스포츠
- 야구
  - 300승 클럽
  - 300 세이브 클럽
- 볼링의 만점 점수는 300점이다.

## 기타
- 연도: 300년, 기원전 300년
- 300년대
- 한국십진분류법에서 사회과학에 관한 책들이 분류되는 번호.
- 대한민국 국회의 정원은 총 300명이다.
- 랩퍼 스윙스가 자신의 믹스테이프 《PunchLine King 2》의 수록곡 ‘300’에서 300마디 랩을 시도하였다. 이는 대한민국에서 발표된 힙합곡중 최고 기록을 세운것이나, 중간에 비트가 바뀌는 부분에서 쉬었기 때문에 인정하지 않는 사람도 있다. 이 곡이 발표되기 전에는 타블로가 에픽하이 6집 수록곡 'Supreme 100'이라는 곡에서 100마디 랩을 했던게 최고 기록이었다.
- 현대자동차 그랜저의 HG300, TG300

## 300번대의 다른 자연수

### 301~309
- 301 (삼백일, CCCI, 12D16) = 7×43
  - 95번째 반소수, 7번째 십육각수.
- 302 (삼백이, CCCII, 12E16) = 2×151
  - 96번째 반소수.
  - 연속하는 세 자연수(9, 10, 11)의 제곱합.
- 303 (삼백삼, CCCIII, 12F16) = 3×101
  - 회문수, 97번째 반소수.
- 304 (삼백사, CCCIV, 13016) = 24×19
  - 23번째 불가촉수.
  - 자릿수 제곱합이 제곱수인 36번째 자연수.
- 305 (삼백오, CCCV, 13116) = 5×61
  - 98번째 반소수.
  - 피타고라스 삼조의 빗변의 길이. ({\displaystyle 305^{2}=136^{2}+273^{2}=207^{2}+224^{2}})
- 306 (삼백육, CCCVI, 13216) = 2×32×17
  - 24번째 불가촉수.
  - 연속하는 두 자연수(17, 18)의 곱.
- 307 (삼백칠, CCCVII, 13316): 63번째 소수.
- 308 (삼백팔, CCCVIII, 13416) = 22×7×11
  - 7번째 칠각뿔수.
  - 연속하는 세 짝수(8, 10, 12)의 제곱합.
- 309 (삼백구, CCCIX, 13516) = 3×103, 99번째 반소수.

### 310~319
- 310 (삼백십, CCCX, 13616) = 2×5×31
  - 33번째 쐐기수.
- 311 (삼백십일, CCCXI, 13716): 64번째 소수.
- 312 (삼백십이, CCCXII, 13816) = 23×3×13
- 313 (삼백십삼, CCCXIII, 13916): 65번째 소수.
  - 11번째 회문 소수, 13번째 중심있는 사각수.
  - 피타고라스 삼조의 빗변의 길이. ({\displaystyle 313^{2}=25^{2}+312^{2}})
- 314 (삼백십사, CCCXIV, 13A16) = 2×157
  - 100번째 반소수, 서로 다른 두 소수(5, 17)의 제곱합으로 나타낼 수 있는 9번째 반소수.
  - {\displaystyle 314\approx 100\pi }
- 315 (삼백십오, CCCXV, 13B16) = 32×5×7
  - 연속하는 두 삼각수(15, 21)의 곱, 연속하는 세 홀수(5, 7, 9)의 곱.
- 316 (삼백십육, CCCXVI, 13C16) = 22×79
  - 15번째 중심있는 삼각수, 10번째 중심있는 칠각수.
- 317 (삼백십칠, CCCXVII, 13D16): 66번째 소수.
  - 피타고라스 삼조의 빗변의 길이. ({\displaystyle 317^{2}=75^{2}+308^{2}})
- 318 (삼백십팔, CCCXVIII, 13E16) = 2×3×53
  - 34번째 쐐기수.
  - {\displaystyle 318=7^{2}+10^{2}+13^{2}}
- 319 (삼백십구, CCCXIX, 13F16) = 11×29
  - 101번째 반소수.

### 320~329
- 320 (삼백이십, CCCXX, 14016) = 26×5
  - {\displaystyle 320=8^{2}+16^{2}=2^{6}+2^{8}}
- 321 (삼백이십일, CCCXXI, 14116) = 3×107
  - 102번째 반소수.
- 322 (삼백이십이, CCCXXII, 14216) = 2×7×23
  - 35번째 쐐기수, 25번째 불가촉수, 12번째 뤼카 수.
- 323 (삼백이십삼, CCCXXIII, 14316) = 17×19
  - 회문수, 103번째 반소수, 8번째 모츠킨 수.
- 324 (삼백이십사, CCCXXIV, 14416) = 22×34 = 182
  - 26번째 불가촉수.
- 325 (삼백이십오, CCCXXV, 14516) = 52×13, 25번째 삼각수, 10번째 구각수.
  - 피타고라스 삼조의 빗변의 길이. ({\displaystyle 325^{2}=36^{2}+323^{2}=204^{2}+253^{2}})
- 326 (삼백이십육, CCCXXVI, 14616) = 2×163
  - 104번째 반소수, 27번째 불가촉수.
  - 자릿수 제곱합이 제곱수인 37번째 자연수.
- 327 (삼백이십칠, CCCXXVII, 14716) = 3×109
  - 105번째 반소수.
- 328 (삼백이십팔, CCCXXVIII, 14816) = 23×41
  - 47 이하의 모든 소수의 합.
- 329 (삼백이십구, CCCXXIX, 14916) = 7×47
  - 106번째 반소수.

### 330~339
- 330 (삼백삼십, CCCXXX, 14A16) = 2×3×5×11
  - 15번째 오각수, 8번째 오포체수.
  - 6부터 10까지 연속하는 자연수 5개의 제곱합.
- 331 (삼백삼십일, CCCXXXI, 14B16): 67번째 소수.
  - 19번째 슈퍼 소수.
  - 12번째 중심있는 오각수, 11번째 중심있는 육각수.
- 332 (삼백삼십이, CCCXXXII, 14C16) = 22×83
  - {\displaystyle 332=6^{2}+10^{2}+14^{2}}
- 333 (삼백삼십삼, CCCXXXIII, 14D16) = 32×37
  - 회문수, 9번째 십일각수.
  - {\displaystyle 333\approx {\frac {1}{3}}\times 10^{3}}
- 334 (삼백삼십사, CCCXXXIV, 14E16) = 2×167
  - 107번째 반소수.
- 335 (삼백삼십오, CCCXXXV, 14F16) = 5×67
  - 108번째 반소수.
- 336 (삼백삼십육, CCCXXXVI, 15016) = 24×3×7
  - 28번째 불가촉수, 6번째 이십사각수.
  - 연속하는 세 자연수(6, 7, 8)의 곱.
  - {\displaystyle 336=4^{2}+8^{2}+16^{2}}
  - 2021년 11월 19일 문화재 관련 법령의 개정 전 대한민국의 국보에 지정된 마지막 일련번호.
- 337 (삼백삼십칠, CCCXXXVII, 15116): 68번째 소수.
  - 연속하는 두 자연수(3, 4)의 네제곱합.
  - 피타고라스 삼조의 빗변의 길이. ({\displaystyle 337^{2}=175^{2}+288^{2}})
- 338 (삼백삼십팔, CCCXXXVIII, 15216) = 2×132
- 339 (삼백삼십구, CCCXXXIX, 15316) = 3×113
  - 109번째 반소수.
  - 연속하는 세 소수(7, 11, 13)의 제곱합.

### 340~349
- 340 (삼백사십, CCCXL, 15416) = 22×5×17
  - 자릿수 제곱합이 제곱수인 38번째 자연수.
  - 연속하는 두 짝수(12, 14)의 제곱합.
  - {\displaystyle 340=2^{2}+4^{2}+8^{2}+16^{2}}
- 341 (삼백사십일, CCCXLI, 15516) = 11×31
  - 110번째 반소수, 11번째 팔각수.
  - 연속하는 두 자연수(5, 6)의 세제곱합.
- 342 (삼백사십이, CCCXLII, 15616) = 2×32×19
  - 29번째 불가촉수, 12번째 칠각수.
  - 연속하는 두 자연수(18, 19)의 곱.
- 343 (삼백사십삼, CCCXLIII, 15716) = 73
  - 회문수, 7번째 십팔각수.
- 344 (삼백사십사, CCCXLIV, 15816) = 23×43
  - 8번째 팔면체수.
- 345 (삼백사십오, CCCXLV, 15916) = 3×5×23
  - 36번째 쐐기수.
- 346 (삼백사십육, CCCXLVI, 15A16) = 2×173
  - 111번째 반소수.
- 347 (삼백사십칠, CCCXLVII, 15B16): 69번째 소수.
  - 13번째 안전 소수(↔ 173).
  - 서로 다른 세 소수(3, 7, 17)의 제곱합으로 나타낼 수 있는 4번째 소수.
- 348 (삼백사십팔, CCCXLVIII, 15C16) = 22×3×29
- 349 (삼백사십구, CCCXLIX, 15D16): 70번째 소수.
  - 피타고라스 삼조의 빗변의 길이. ({\displaystyle 349^{2}=180^{2}+299^{2}})

### 350~359
- 350 (삼백오십, CCCL, 15E16) = 2×52×7
  - {\displaystyle 350=5^{2}+10^{2}+15^{2}}
- 351 (삼백오십일, CCCLI, 15F16) = 33×13
  - 26번째 삼각수, 6번째 이십오각수.
- 352 (삼백오십이, CCCLII, 16016) = 25×11
- 353 (삼백오십삼, CCCLIII, 16116): 71번째 소수.
  - 12번째 회문 소수, 20번째 슈퍼 소수, 11번째 프로트 소수({\displaystyle 11\times 2^{5}+1}).
  - 피타고라스 삼조의 빗변의 길이. ({\displaystyle 353^{2}=225^{2}+272^{2}})
- 354 (삼백오십사, CCCLIV, 16216) = 2×3×59
  - 37번째 쐐기수.
  - 1부터 4까지 연속하는 네 자연수의 네제곱합.
- 355 (삼백오십오, CCCLV, 16316) = 5×71
  - 112번째 반소수.
  - 5부터 10까지 연속하는 자연수 6개의 제곱합.
- 356 (삼백오십육, CCCLVI, 16416) = 22×89
- 357 (삼백오십칠, CCCLVII, 16516) = 3×7×17
  - 38번째 쐐기수.
- 358 (삼백오십팔, CCCLVIII, 16616) = 2×179
  - 113번째 반소수.
- 359 (삼백오십구, CCCLIX, 16716): 72번째 소수.
  - 21번째 소피 제르맹 소수(↔ 719), 14번째 안전 소수(↔ 179).

### 360~369
- 360 (삼백육십, CCCLX, 16816) = 23×32×5
  - 13번째 고도 합성수.
  - 4부터 12까지 연속하는 짝수 5개의 제곱합.
  - 사각형의 모든 내각의 합.
- 361 (삼백육십일, CCCLXI, 16916) = 192
  - 114번째 반소수, 16번째 중심있는 삼각수.
  - 연속하는 세 삼각수(6, 10, 15)의 제곱합.
- 362 (삼백육십이, CCCLXII, 16A16) = 2×181
  - 115번째 반소수.
  - 자릿수 제곱합이 제곱수인 39번째 자연수.
- 363 (삼백육십삼, CCCLXIII, 16B16) = 3×112
  - 회문수.
- 364 (삼백육십사, CCCLXIV, 16C16) = 22×7×13
  - 12번째 사면체수.
  - 5부터 13까지 연속하는 네 소수의 제곱합.
- 365 (삼백육십오, CCCLXV, 16D16) = 5×73
  - 116번째 반소수, 14번째 중심있는 사각수.
  - 피타고라스 삼조의 빗변의 길이. ({\displaystyle 365^{2}=27^{2}+364^{2}=76^{2}+357^{2}})
  - 서로 다른 두 소수(2, 19)의 제곱합으로 나타낼 수 있는 10번째 반소수.
  - 평년에서 1년의 날짜.
- 366 (삼백육십육, CCCLXVI, 16E16) = 2×3×61
  - 39번째 쐐기수.
  - 자릿수 제곱합이 제곱수인 40번째 자연수.
  - 8부터 11까지 연속하는 네 자연수의 제곱합.
  - 윤년에서 1년의 날짜.
- 367 (삼백육십칠, CCCLXVII, 16F16): 73번째 소수.
  - 21번째 슈퍼 소수.
- 368 (삼백육십팔, CCCLXVIII, 17016) = 24×23
- 369 (삼백육십구, CCCLXIX, 17116) = 32×41

### 370~379
- 370 (삼백칠십, CCCLXX, 17216) = 2×5×37
  - 40번째 쐐기수, 10번째 십각수.
  - 각 자릿수의 세제곱합.
- 371 (삼백칠십일, CCCLXXI, 17316) = 7×53
  - 117번째 반소수.
  - 연속하는 세 홀수(9, 11, 13)의 제곱합, 4부터 10까지 연속하는 자연수 7개의 제곱합.
  - 각 자릿수의 세제곱합.
- 372 (삼백칠십이, CCCLXXII, 17416) = 22×3×31
  - 8번째 십오각수, 8번째 육각뿔수.
- 373 (삼백칠십삼, CCCLXXIII, 17516): 74번째 소수.
  - 13번째 회문 소수.
  - 피타고라스 삼조의 빗변의 길이. ({\displaystyle 373^{2}=252^{2}+275^{2}})
- 374 (삼백칠십사, CCCLXXIV, 17616) = 2×11×17
  - 41번째 쐐기수.
- 375 (삼백칠십오, CCCLXXV, 17716) = 3×53
  - {\displaystyle 375={\frac {3}{8}}\times 10^{3}}
- 376 (삼백칠십육, CCCLXXVI, 17816) = 23×47
  - 16번째 오각수.
- 377 (삼백칠십칠, CCCLXXVII, 17916) = 13×29
  - 118번째 반소수, 14번째 피보나치 수.
  - 피타고라스 삼조의 빗변의 길이. ({\displaystyle 377^{2}=135^{2}+352^{2}=152^{2}+345^{2}})
- 378 (삼백칠십팔, CCCLXXVIII, 17A16) = 2×33×7
  - 27번째 삼각수, 13번째 케이크 수.
- 379 (삼백칠십구, CCCLXXIX, 17B16): 75번째 소수.

### 380~389
- 380 (삼백팔십, CCCLXXX, 17C16) = 22×5×19
  - 연속하는 두 자연수(19, 20)의 곱.
  - 3부터 10까지 연속하는 자연수 8개의 제곱합.
- 381 (삼백팔십일, CCCLXXXI, 17D16) = 3×127
  - 119번째 반소수.
  - 53 이하의 모든 소수의 합.
  - {\displaystyle 381=8^{2}+11^{2}+14^{2}}
- 382 (삼백팔십이, CCCLXXXII, 17E16) = 2×191
  - 120번째 반소수.
- 383 (삼백팔십삼, CCCLXXXIII, 17F16): 76번째 소수.
  - 15번째 안전 소수(↔ 191), 14번째 회문 소수.
- 384 (삼백팔십사, CCCLXXXIV, 18016) = 27×3
- 385 (삼백팔십오, CCCLXXXV, 18116) = 5×7×11
  - 42번째 쐐기수, 7번째 이십각수, 10번째 사각뿔수.
- 386 (삼백팔십육, CCCLXXXVI, 18216) = 2×193
  - 121번째 반소수, 서로 다른 두 소수(5, 19)의 제곱합으로 나타낼 수 있는 11번째 반소수.
  - 11번째 중심있는 칠각수.
- 387 (삼백팔십칠, CCCLXXXVII, 18316) = 32×43
- 388 (삼백팔십팔, CCCLXXXVIII, 18416) = 22×97
- 389 (삼백팔십구, CCCLXXXIX, 18516): 77번째 소수.
  - 피타고라스 삼조의 빗변의 길이. ({\displaystyle 389^{2}=189^{2}+340^{2}})

### 390~399
- 390 (삼백구십, CCCXC, 18616) = 2×3×5×13
- 391 (삼백구십일, CCCXCI, 18716) = 17×23
  - 122번째 반소수, 13번째 중심있는 오각수.
- 392 (삼백구십이, CCCXCII, 18816) = 23×72
  - 5번째 아킬레스 수.
- 393 (삼백구십삼, CCCXCIII, 18916) = 3×131
  - 회문수, 123번째 반소수.
- 394 (삼백구십사, CCCXCIV, 18A16) = 2×197
  - 124번째 반소수.
  - 연속하는 두 홀수(13, 15)의 제곱합.
- 395 (삼백구십오, CCCXCV, 18B16) = 5×79
  - 125번째 반소수.
  - {\displaystyle 395=7^{2}+11^{2}+15^{2}}
- 396 (삼백구십육, CCCXCVI, 18C16) = 22×32×11
  - 11번째 구각수.
  - 벚꽃을 뜻하는 일본어 단어 ‘사쿠라(さくら)’의 숫자 고로아와세.
- 397 (삼백구십칠, CCCXCVII, 18D16): 78번째 소수.
  - 12번째 중심있는 육각수.
  - 피타고라스 삼조의 빗변의 길이. ({\displaystyle 397^{2}=228^{2}+325^{2}})
- 398 (삼백구십팔, CCCXCVIII, 18E16) = 2×199
  - 126번째 반소수.
- 399 (삼백구십구, CCCXCIX, 18F16) = 3×7×19
  - 43번째 쐐기수.